# Итало (футболист)
И́тало Ферна́ндо А́сис Гонса́лвес (порт.-браз. Ítalo Fernando Assis Gonçalves; род. 18 февраля 2002, Салвадор) — бразильский футболист, центральный защитник клуба «Урал».

## Клубная карьера
Итало дебютировал во взрослом футболе 25 марта 2021 года в матче бразильского чемпионата Катариненсе против «Ювентуса» (3:2) из Жарагуа-ду-Сул. Всего в составе «Фигейренсе» он провел 9 матчей и спустя год сменил клуб.
26 января 2022 года он вышел в составе «Сан-Бернарду» в чемпионате штата Паулиста во встрече с «Агуа Санта» (1:0). После 22 встреч за клуб он перебрался в Европу.
1 сентября 2022 года он подписал 4-летний контракт с клубом из чемпионата Португалии «Санта-Клара». Его дебют за клуб в высшем дивизионе состоялся 29 декабря того же года во встрече 14-го тура против «Жил Висенте» (0:1).
7 июля 2023 года на правах арендного соглашения перешел в клуб из чемпионата России «Урал». Соглашение рассчитано до конца сезона-2023/24 с правом выкупа для екатеринбуржцев.
22 мая 2024 года  ФК «Урал» объявил о полноценном выкупе футболиста за 1,5 миллиона евро и подписал с ним трёхлетний контракт. 
27 июля 2024 года Итало забил свой первый гол в карьере против новороссийского «Черноморца».